# Anolis jacare
Anolis jacare е вид влечуго от семейство Dactyloidae. Видът е незастрашен от изчезване.

## Разпространение
Разпространен е във Венецуела и Колумбия.

## Описание
Популацията на вида е стабилна.